# Хофман, Андре
Андре Хофман (нем. André Hoffmann; 11 августа 1961, Восточный Берлин) — немецкий (ГДР) конькобежец, олимпийский чемпион, рекордсмен мира.
Сезон 1987/88 стал самым успешным в карьере Андре Хофмана. Он дважды выиграл дистанцию 1500 метров на Кубке мира.
На зимних Олимпийских играх 1988 года в канадском Калгари Хофман неожиданно выиграл дистанцию 1500 метров, опередив американца Эрика Флэйма на 0,06 секунд и установив новый мировой рекорд — 1.52,06.
Выступал за "Динамо"Берлин.
После окончания карьеры конькобежца в 1990 году, Хофман работал тренером, занимался с молодыми конькобежцами.

## Мировые рекорды
Андре Хофман установил три мировых рекорда:
- 1500 метров — 1:52,06 (20 февраля 1988 года, Калгари)
- 3000 метров — 4:03,31 (13 января 1985 года, Давос)
- Малое многоборье — 161,158 (13 января 1985 года, Давос)

## Лучшие результаты
Лучшие результаты Андре Хоффманна на отдельных дистанциях:
- 500 метров — 37,40 (25 марта 1983 года, Медео)
- 1000 метров — 1:13,82 (223 марта 1986 года, Медео)
- 1500 метров — 1:52,06 (13 февраля 1988 года, Калгари)
- 3000 метров — 4:03,31 (12 января 1985 года, Давос)
- 5000 метров — 6:56,25 (23 марта 1984 года, Медео)
- 10000 метров — 15:00,43 (23 марта 1984 года, Медео)